# Hobgoblins (film)
Hobgoblins is een Amerikaanse low-budget B-film uit 1988. De film is zowel geschreven als geregisseerd door Rick Sloane.
De film wordt door velen gezien als een goedkope imitatie van Gremlins. Tegenwoordig is de film vooral bekend vanwege de behandeling die hij kreeg in de televisieserie Mystery Science Theater 3000.

## Verhaal
De film begint met een man genaamd Dennis, die een kluis in een oude filmstudio bestudeert. Terwijl hij binnen is, komt zijn fantasie om een rockster te worden tot leven. Hij sterft echter tijdens zijn optreden, en wordt gevonden door zijn baas Mr. McCreedy.
Een jonge man genaamd Kevin neemt een bijbaantje bij de studio zodat hij zijn vriendin Amy kan imponeren. Na zijn eerste werkdag bezoekt hij Amy, en ontdekt dat ze twee vrienden heeft: Daphne en Kyle. De volgende dag betrapt Kevin een inbreker in de studio. Terwijl hij hem achtervolgt, ontdekt hij ook de kluis. In de kluis blijken een paar harige demonische aliens te zitten genaamd Hobgoblins. Ze ontsnappen en laten Kevin stomverbaasd achter. Wanneer hij zijn verhaal verteld aan Mr. McCreedy, krijgt hij te horen dat de Hobgoblins jaren terug zijn neergestort in de studio. De Goblins hebben hypnotische krachten waarmee ze de diepste verlangens van iedereen in hun buurt werkelijkheid laten worden. Echter, nadat de wens vervuld is vermoorden ze hun slachtoffer.
De Hobgoblins begeven zich direct naar Kevins huis, waar zijn vrienden een feestje geven. Ze laten de wensen van alle aanwezigen uitkomen, met fatale gevolgen. Daphne slaagt er echter in de Hobgoblin te doden die het op haar voorzien heeft. Kyle wordt net op tijd gered door Kevin.
Kevin en zijn vrienden volgen de Hobgoblins naar een nachtclub, waar ze proberen de beesten te doden. Ze lijken in hun opdracht te slagen, en keren terug naar het kantoor van Mr. McCreedy. Kevin ziet de inbreker weer, en verslaat hem voor de ogen van Amy. Dan blijkt deze inbreker een product te zijn van de Hobgoblins (Kevins diepste verlangen was blijkbaar dat hij Amy kon imponeren met een heldendaad, zoals het verslaan van een inbreker). De inbreker trekt een pistool en richt op Kevin. Net voor de inbreker kan schieten, wordt hij zelf neergeschoten door McCreedy.
De nog levende Hobgoblins keren terug naar de kluis, waarna McCreedy de studio opblaast.

## Cast
| Acteur             | Personage |
| ------------------ | --------- |
| Tom Bartlett       | Kevin     |
| Paige Sullivan     | Amy       |
| Steven Boggs       | Kyle      |
| Kelley Palmer      | Daphne    |
| Billy Frank        | Nick      |
| Tamara Clatterbuck | Fantazia  |
| Duane Whitaker     | Roadrash  |
| Jeffrey Culver     | McCreedy  |
| Kevin Kildow       | Dennis    |
| Kari French        | Pixie     |

## Achtergrond

### Latere roem
Enkele van de acteurs die in de film slechts een bijrol hadden, werden later alsnog beroemd.
- Duane Whitaker, die een bijrol had als uitsmijter, speelde later mee in Pulp Fiction.
- Daran Norris werd later een bekende stemacteur die o.a. meewerkte aan Team America: World Police.

### MST3K
De film is het meest bekend om zijn behandeling in aflevering #907 van Mystery Science Theater 3000. Regisseur Rick Sloane bood de film zelf aan voor dit doel. Hobgoblins werd zelfs voor MST3K maatstaven behoorlijk grof behandeld. Een overzicht:
- Pearl Forrester noemde de film haar ultieme bestraffing.
- De film zat verborgen in een kist die sterk leek op de Ark van het Verbond.
- Op de filmhoes stond de waarschuwing “kan blindheid en de dood tot gevolg hebben”.
- Mike Nelson, Crow T. Robot en Tom Servo smeekten Pearl letterlijk hen niet naar deze film te laten kijken. Zelfs Professor Bobo en Observer, Pearls handlangers, waren geschokt dat Pearl deze film koos voor haar experiment.
- Nog voor de film goed en wel begon probeerden Crow en Tom weg te vluchten uit de filmzaal, en moesten terug naar hun stoel worden gesleept door Mike.
- Halverwege de aflevering opende Crow een crisis hotline voor mensen die getraumatiseerd waren door de film.
- Mike, Crow en Tom probeerden onder de film uit te komen door kartonnen versies van zichzelf in de zaal te zetten en zich te verbergen. Dit plan mislukte omdat Observer hen doorhad.
- Tom Servo probeerde met de tijdmachine in de Satellite of Love terug te reizen in de tijd om te voorkomen dat de film ooit zou worden gemaakt.

MST3K schrijver Paul Chaplin zei later in een interview dat Hobgoblins wellicht een van de slechtste films was die ze ooit hadden behandeld in de serie.”